# Sorex tenellus
Sorex tenellus — вид роду мідиць (Sorex) родини мідицевих.

## Поширення
Країни поширення: США (Каліфорнія, Невада). Населяє прибережні зони, каньйони, скелясті місця, райони з колодами, валунами, полином або чагарником і громади червоної ялини. Цей вид може бути більш терпимим до сухого середовища існування, ніж пов'язані види. У англ. Great Basin National Park, S. tenellus був знайдений на висоті 3000 м над рівнем моря.

## Звички
Цей вид харчується в основному комахами та іншими дрібними безхребетними (хробаки, молюски, багатоніжки та ін.) Активний протягом усього року.

## Загрози та охорона
Немає серйозних загроз для виду. Зустрічаються в національних парках.